# Juwelo
Juwelo è una rete televisiva privata italiana, parte del gruppo Elumeo SE, dedicata esclusivamente alla vendita di gioielli con pietre preziose.

## Storia
Juwelo TV nasce come rete televisiva indipendente rispetto alla versione tedesca del canale di shopping.
Juwelo TV, nel primo periodo, propone televendite di gioielleria durante il giorno e in serata (dalle 8:00 alle 2:00, in seguito dalle 7:45 alle 00:30) e programmi di intrattenimento di notte negli orari restanti. La programmazione di Juwelo TV veniva ritrasmessa interamente in simulcast su Rete 79 (emittente televisiva edita da Studio 1, presente all'LCN 79 nell'omonimo mux interregionale fino al 17 giugno 2019) e parzialmente su La4 Italia, un'emittente a diffusione interregionale (poi nazionale) di proprietà di Gold TV, Tele A Più, ALL Channel e altre emittenti.
Sul digitale terrestre, la rete è visibile in SDTV; sul sito ufficiale è invece disponibile lo streaming in LDTV. Durante i primi anni di attività, Juwelo trasmetteva nel tradizionale formato 4:3; a partire dal settembre del 2013, l'emittente trasmette nel formato panoramico 16:9, avendo rinnovato il logo e la grafica.
Il 22 luglio 2014, Juwelo TV cambia nome in Juwelo e diventa disponibile integralmente anche sul digitale terrestre nel mux Rete A 2 con numerazione 133, in sostituzione di ALL Channel che è stato chiuso. Nei primi mesi, la programmazione terrestre era differenziata da quella satellitare e comprendeva in alcune fasce orarie trasmissioni d'archivio ereditate da ALL Channel: le versioni vengono unificate da gennaio 2015.
Parte della programmazione di Juwelo era trasmessa anche su Serenissima, rete del gruppo Canale Italia, nonché su Agon Channel (dal 15 ottobre al 13 novembre 2015) e sul suo canale successore ABC (dal 15 novembre al 31 dicembre 2015).
Dal 18 gennaio 2016 è presente anche un negozio online.
Dal 1º novembre 2019 alcune ore di programmi di Juwelo vengono ritrasmesse su Canale 65, altra emittente del gruppo Gold TV.
In data 11 novembre 2019 vengono licenziati 40 dei 50 dipendenti. Dalla stessa data le trasmissioni avvengono solo dalle ore 10:00 fino alle ore 15:00, in contemporanea su Canale 65 e Juwelo; negli orari restanti sulla LCN 133 vanno in onda vari documentari sulla lavorazione delle pietre preziose, precedentemente trasmessi solo di notte e in mattinata, con un cartello che comunica gli orari delle dirette.
Il 22 novembre 2019 viene dichiarato lo stato di crisi e arriva la lettera di licenziamento per tutti i 50 dipendenti. Di conseguenza, dal giorno successivo (23 novembre) negli studi italiani di Roma dell'emittente restano solo 3 conduttori freelance, adibiti esclusivamente a commentare la diretta della versione tedesca del canale tra le 10:00 e le 15:00.
In seguito la diretta delle televendite commentate dalla sede italiana sul canale 133 del digitale terrestre viene estesa nuovamente fino alle 20:00 dal 4 dicembre 2019, mentre la ritrasmissione su Canale 65 resta dalle 10:00 alle 15:00. Solo per un breve periodo a gennaio 2020 vengono riprese anche le dirette dalle 20:00 all'1:00. Dal 20 marzo 2020 e per un breve periodo, i programmi di Juwelo sono ritrasmessi in alcuni orari anche sulla nuova emittente Canale 61, sempre del gruppo Gold TV.
A inizio aprile 2020 le dirette di Juwelo vengono rimodulate di nuovo e vanno in onda dalle 12:00 a mezzanotte. Canale 65 continua inizialmente a collegarsi dalle 10:00 alle 15:00, perciò trasmette due ore di documentari prima dell'inizio delle dirette effettive; in seguito, il 1º maggio 2020 Canale 65 chiude e viene sostituito dalla nuova Alma TV, che smette di mandare in onda Juwelo.
Da luglio 2020, nella fascia oraria da mezzanotte alle 12:00 Juwelo replica le dirette del giorno precedente, eliminando i documentari trasmessi fino ad allora nelle pause di programmazione, ma dal 1º gennaio 2021 Juwelo ricomincia a trasmettere documentari dalle 00:00 alle 12:00.
Dal 19 novembre 2021 trasmette sul digitale terrestre anche alla LCN 510, nel mux TIMB 1. Il 23 novembre seguente si sposta sulla LCN 526.
Dal 31 dicembre 2021 viene rinominato in Juwelo-provvisorio nel mux Rete A 2 e alla LCN 133 viene aggiunta Arte Investimenti nel mux Timb 2.
il 2 giugno 2022 comincia a trasmettere una schermata che diceva: "cari telespettatori, a partire da lunedì 6 giugno il nostro programma sarà visibile dal lunedì al venerdì dalle ore 10 alle ore 14 e tutti i giorni dalle ore 20 alle ore 24 sul canale 134". 8 ore di trasmissione sul 134 poiché vi trasmette italia 134. 
il 9 giugno 2022 fu spiegato nella diretta della mattina (chiesto da un utente dalla chat della diretta Facebook), che dovettero spostarsi per registrare video che mostrano gioielli che successivamente sarebbero stati pubblicati nella loro applicazione.
A fine luglio 2022 sui social e in tv, hanno annunciato lo spostamento dal 134 al 133. questa volta trasmettono dalle 10 alle 17 il lunedì al venerdì mentre invece Sabato dalle 9 alle 14 e infine la domenica dalle 13 alle 17.
Pochi giorni dopo lo spostamento di Juwelo, arriva un nuovo canale/provvisorio, 37. Dedicato alle sole televendite e chiuso il 23 ottobre con l'arrivo di Warner TV. Il canale nella sua breve vita, ha trasmesso per un tot di giorni anche Juwelo.